# Жолендово (Західнопоморське воєводство)
Жолендово (пол. Żołędowo, нім. Mittelfelde) — село в Польщі, у гміні Дравсько-Поморське Дравського повіту Західнопоморського воєводства.
У 1975-1998 роках село належало до Кошалінського воєводства.